# Parc de la Chantrerie
Le parc de la Chantrerie est un grand espace vert situé à Nantes, dans le quartier Nantes Erdre.

## Historique
Aménagé sur les bords de l'Erdre qu'il longe sur près de 900 m, ce parc de 17,66 hectares faisait autrefois partie d'un domaine appartenant, à la veille de la Révolution, au chapitre de la cathédrale de Nantes. Une importante ferme s'y trouvait dont les revenus, provenant essentiellement de la culture de la vigne (plantée au début du XVIIe siècle), servaient à entretenir la chorale de la cathédrale, ce qui explique que le nom de « Chantrerie » vienne du mot chantre. 
En 1697, Missire Jean Barrin, « chantre en dignité de l’église cathédrale de Nantes », loue pour 400 livres tournois par an « la maison, terres et dépendances » de la Chantrerie pour une période de 9 ans à Marie Bernardeau, veuve de Pierre Niel, originaire de Carquefou. La métairie comprend alors la maison principale, le pressoir, l’écurie, le jardin, des prés, des terres labourables, des bois, des taillis, des vignes, et un droit de pêche sur l'Erdre. 
Avant la Révolution, la famille de fermiers qui occupait le domaine, Les Launay, payait un fermage de 900 livres par an. Devenu bien national, Les Launay l'achètent en 1791 pour la somme de 60 200 livres. Quarante ans plus tard, le domaine est la propriété de l'architecte nantais Étienne Blon, qui y fait construire l'actuelle villa en 1825. En 1831, sa fille Anne-Clémence épouse Louis Levesque, fils du maire de Nantes Louis-Hyacinthe Levesque. Celui-ci fait édifier la chapelle en 1836, et en 1860, fait agrandir la maison de son beau-père la dotant d'un étage,. En 1872, le paysagiste nantais Dominique Noisette, à qui on doit aussi l'aménagement du parc de Procé, est chargé de redessiner le parc.
La Chantrerie reste aux mains de la famille Levesque jusqu'en 1922. En 1938, le propriétaire Similien Normand la vend aux Drouin, une ancienne famille d'armateurs reconvertie dans le transport routier. Ces derniers la cèdent à la ville de Nantes en 1972. Lors du rachat, celle-ci avait alors une superficie de 37 hectares, une moitié fut aménagée en parc public (« le parc de la Chantrerie » proprement dit) ouvert au public en 1979, l'autre accueillant la même année les bâtiments de l'École nationale vétérinaire de Nantes.
La villa, les pavillons qui l'entourent, l'orangerie, une partie du parc et la chapelle sont inscrits à l'inventaire supplémentaire des monuments historiques par arrêté du 20 mai 1997.
Le parc de la Chantrerie a donné son nom au campus de la Chantrerie situé à proximité.

## Description
Tandis que les collections horticoles sont moins diversifiées que dans d'autres parcs nantais, celui de la Chantrerie offre cependant une variété de beaux arbres comme des hêtres pourpres, des platanes, des cèdres, des épicéas, des chênes et des châtaigniers multicentenaires.
Le quartier étant encore globalement rural, le parc accueille encore une faune sauvage assez diversifiée puisqu'on y a dénombré 20 espèces de mammifères (écureuils, lapins, renards, sangliers) et 70 espèces d'oiseaux, de nombreux insectes, reptiles et amphibiens.

## Galerie

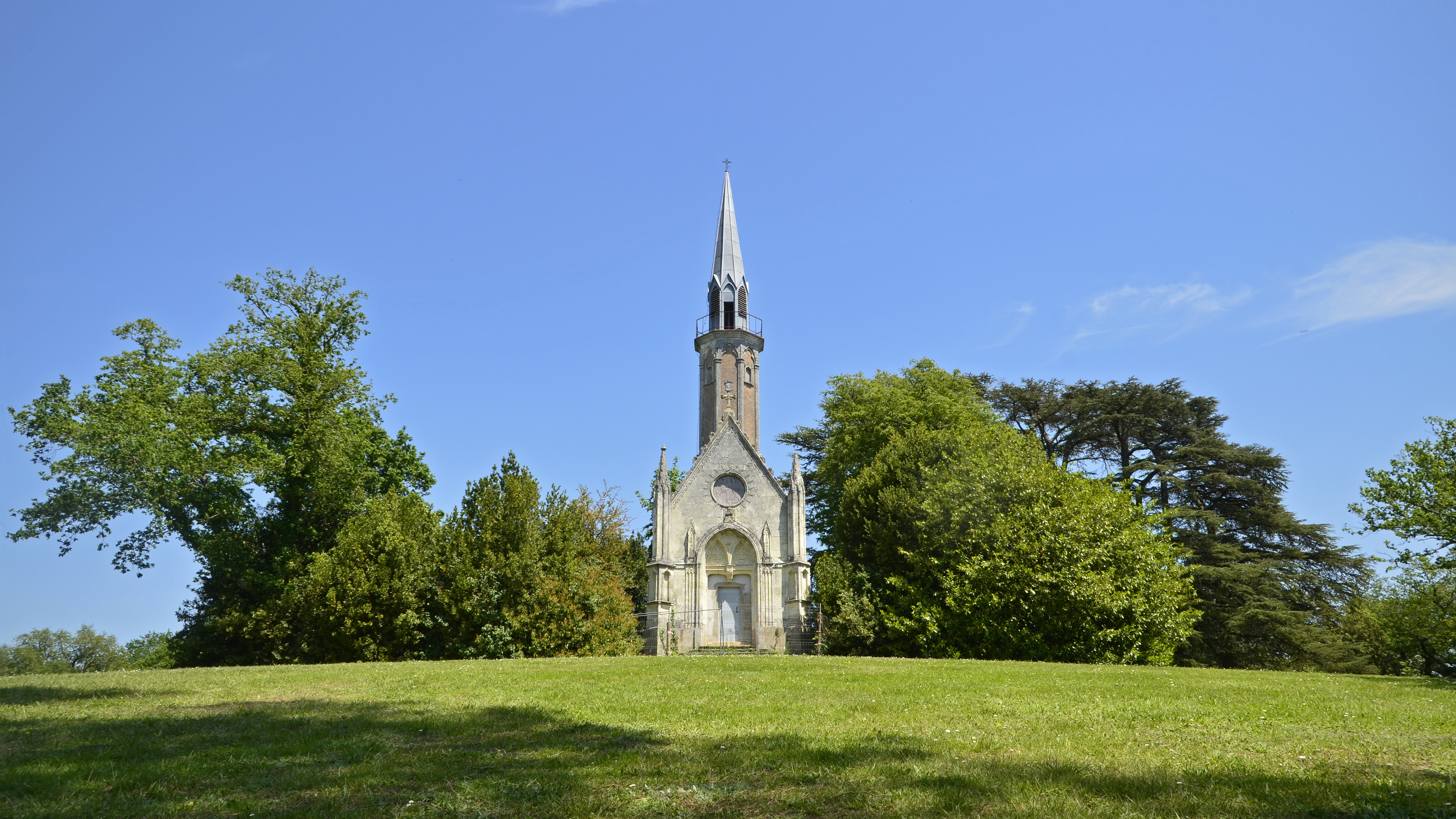
La chapelle au sein du parc.
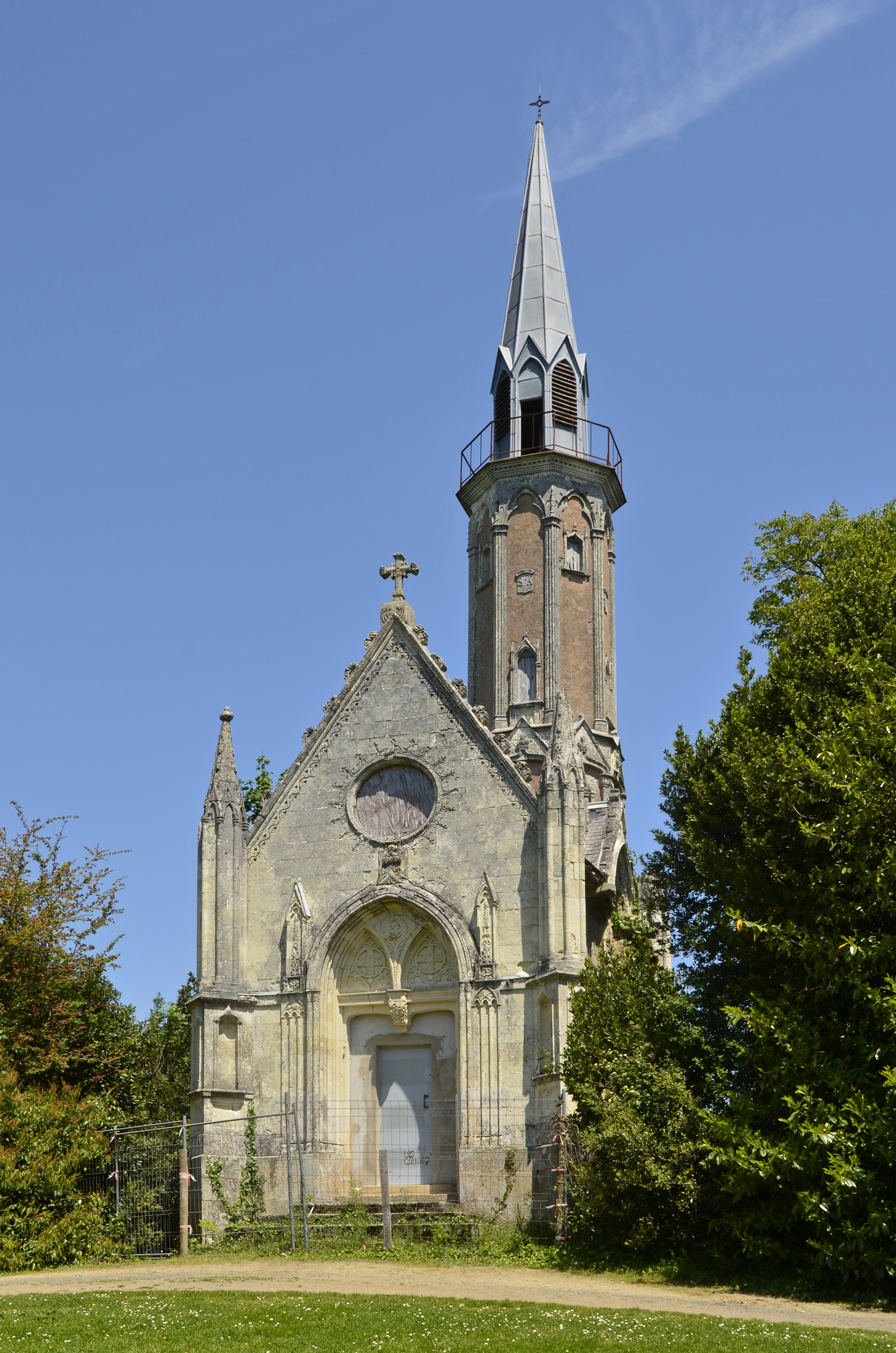
Chapelle néo-gothique.
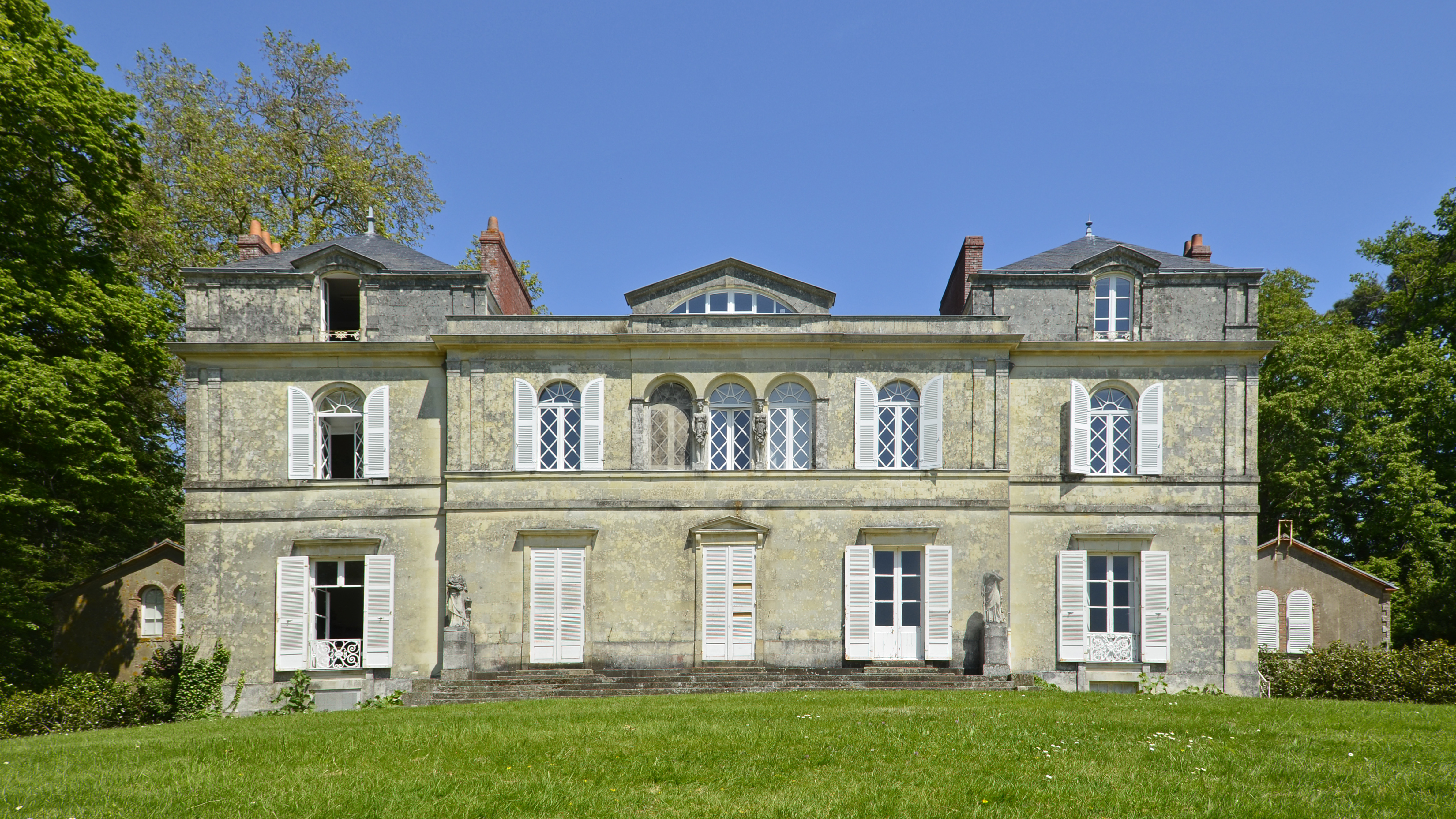
Villa de la Chantrerie.